# Casa Milà

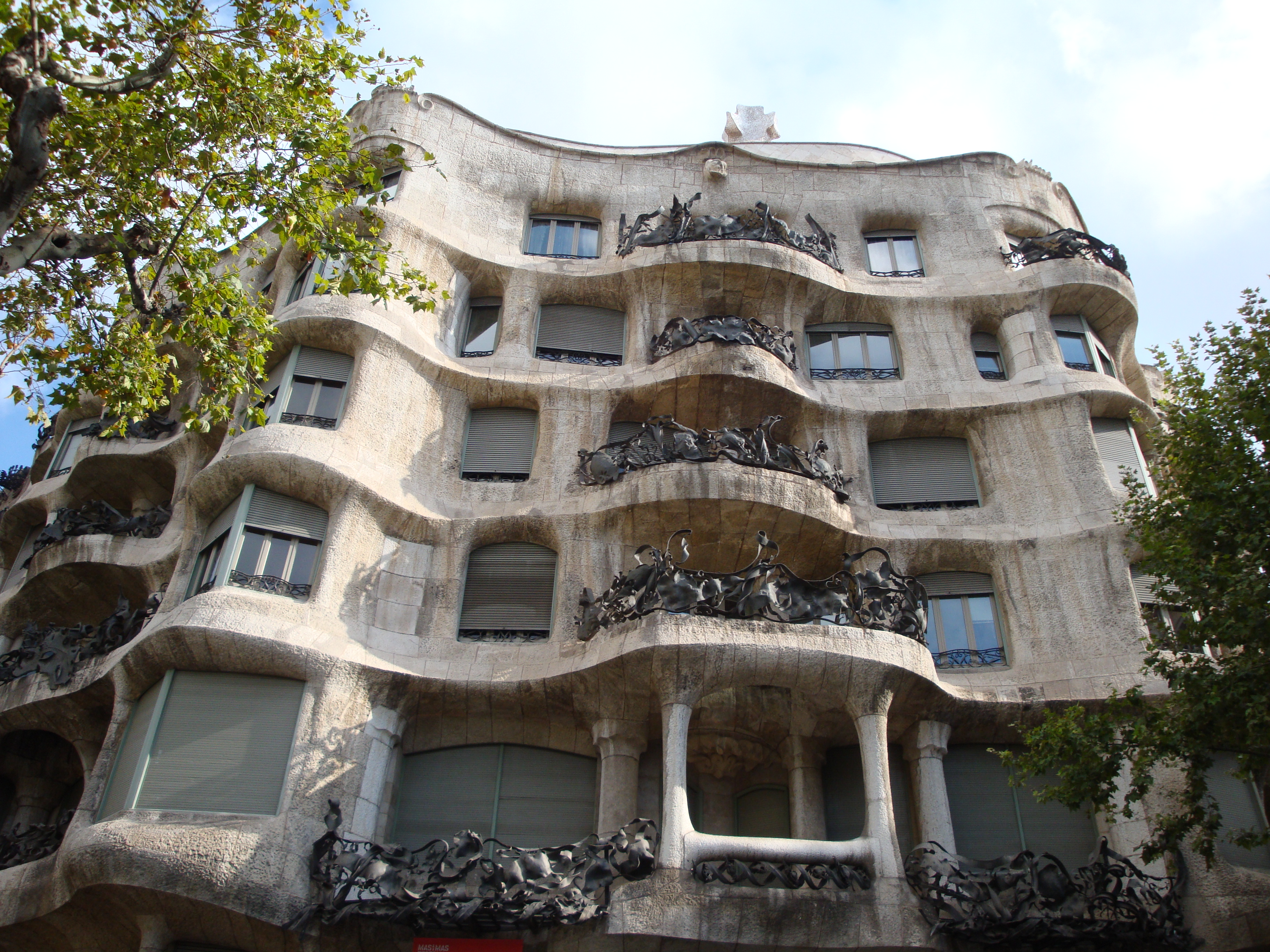

Das Haus Milà, so die deutsche Übersetzung von Casa Milà, auch La Pedrera, wurde von dem Architekten Antoni Gaudí von 1906 bis 1912 für die Familie Milà in Barcelona errichtet. Es befindet sich im Passeig de Gràcia No. 92, an der Kreuzung mit der Carrer de Provença.
Gaudí leistete mit diesem Gebäude Pionierarbeit. So machte seine durchdachte natürliche Belüftung Klimaanlagen überflüssig, in jeder Wohnung lassen sich die Wände individuell verändern, und auch eine Tiefgarage war schon vorhanden. Im Entwurf Gaudís bereits vorgesehene Aufzüge wurden allerdings erst sehr viel später eingebaut. Das Gebäude ist eine Stahlbetonkonstruktion mit tragenden Säulen ohne tragende Wände und Stützmauern. Die schmiedeeisernen Balkongitter sind improvisierte Unikate von Josep Maria Jujol, der auch in anderen Projekten mit Gaudí zusammenarbeitete.
Die drei Innenhöfe, einer rund, zwei elliptisch, sind Gestaltungsmerkmale, die der Architekt immer wieder verwendete, um die Räume mit ausreichend Licht und frischer Luft zu versorgen. Fast alle Zimmer besitzen Fenster mit Tageslicht, was für die damalige Zeit sehr ungewöhnlich war. Alle herrschaftlichen Zimmer gehen zur Straßenseite bzw. zum Innenhof des Straßencarrées, die Dienstbotenzimmer und Haushaltsräume zu den zwei Innenhöfen hin.

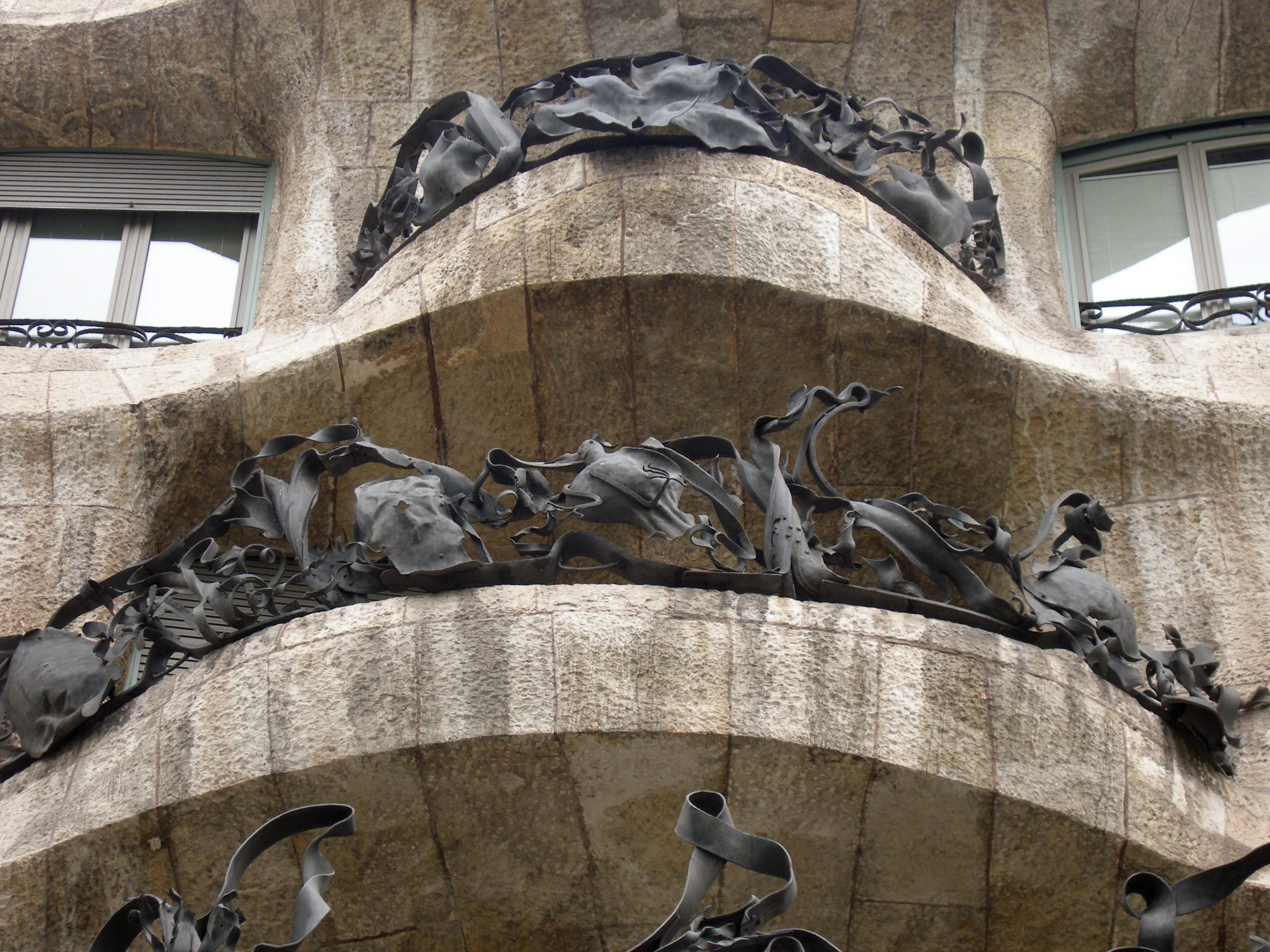
Balkone der Casa Milà

Zunächst hielt man in Barcelona nicht allzu viel von dem Haus, schnell wurde es unter dem Spottnamen „La Pedrera“ („Der Steinbruch“) bekannt. Diese Bezeichnung verdankt es seiner unregelmäßigen Fassade mit den vielen Vorsprüngen und seiner wuchtigen Masse, die schon von weitem ins Auge fällt.
Casa Milà war der letzte Profanbau Gaudís, bevor er sich auf das Kirchengebäude Sagrada Família konzentrierte.
Das Gebäude wurde 1984 von der UNESCO als erstes Gebäude des 20. Jahrhunderts zum Weltkulturerbe erklärt. Es gehört seit 2013 der Fundació Catalunya-La Pedrera, einer Stiftung des Finanzinstituts Catalunya Caixa, die unter anderem die ehemalige, ca. 1000 m² große Beletage-Wohnung für Kunstausstellungen nutzt. Außerdem ist eine Wohnung im sechsten Obergeschoss des Gebäudes mit Einrichtungsgegenständen aus den 1920er-Jahren ausgestattet und kann, ebenso wie das Dachgeschoss, in dem sich eine Ausstellung über die Werke Gaudís befindet, und die Dachterrasse mit den interessanten Belüftungsschächten und Treppenhäusern mit Wasserspeichern besichtigt werden. In den übrigen Stockwerken befinden sich Büros, manche werden auch noch von den Mitgliedern alteingesessener, katalanischer Familien bewohnt.